# Punta Giordani
La Punta Giordani (4.046 m s. n. m.) es una punta del macizo del monte Rosa en los Alpes Peninos. Se encuentra a lo largo de la divisoria de aguas que descienden del Ludwigshöhe y pasando de la Piramide Vincent divide el alto valle del Lys respecto al alto Valsesia. Es el cuatromil más bajo del grupo del monte Rosa.
Por su fácil acceso ha sido la primera cima de cuatromil del macizo del Monte Rosa que fue conquistada, por Pietro Giordani en el año 1801. La vía normal a la cima tiene su inicio en la Punta Indren tomando la huella que va al refugio Gnifetti. Después de haber superado fácilmente un tramo de rocas, se continúa a la base del glaciar de Indren, que deberá ser ascendido. Se emplean de 2 a 3 horas para cubrir los 700 m de desnivel que llevan a la cima, a una cota de 4.046 m. La ascensión no presenta dificultades técnicas, pero es necesaria una buena condición física por la altitud y el desnivel que hay que afrontar.
Desde la Punta Giordani, a través de una vía alpinística de III grado, se puede alcanzar la Piramide Vincent que queda después. Un itinerario más difícil (AD) parte de la cabaña Fratelli Gugliermina
Según la clasificación SOIUSA, la Punta Giordani pertenece:
- Gran parte: Alpes occidentales
- Gran sector: Alpes del noroeste
- Sección: Alpes Peninos
- Subsección: Alpes del Monte Rosa
- Supergrupo: Grupo del Monte Rosa
- Grupo: Macizo del Monte Rosa
- Código: I/B-9.III-A.2